# Bru (peuple)
Pour les articles homonymes, voir Bru et Brou (homonymie).

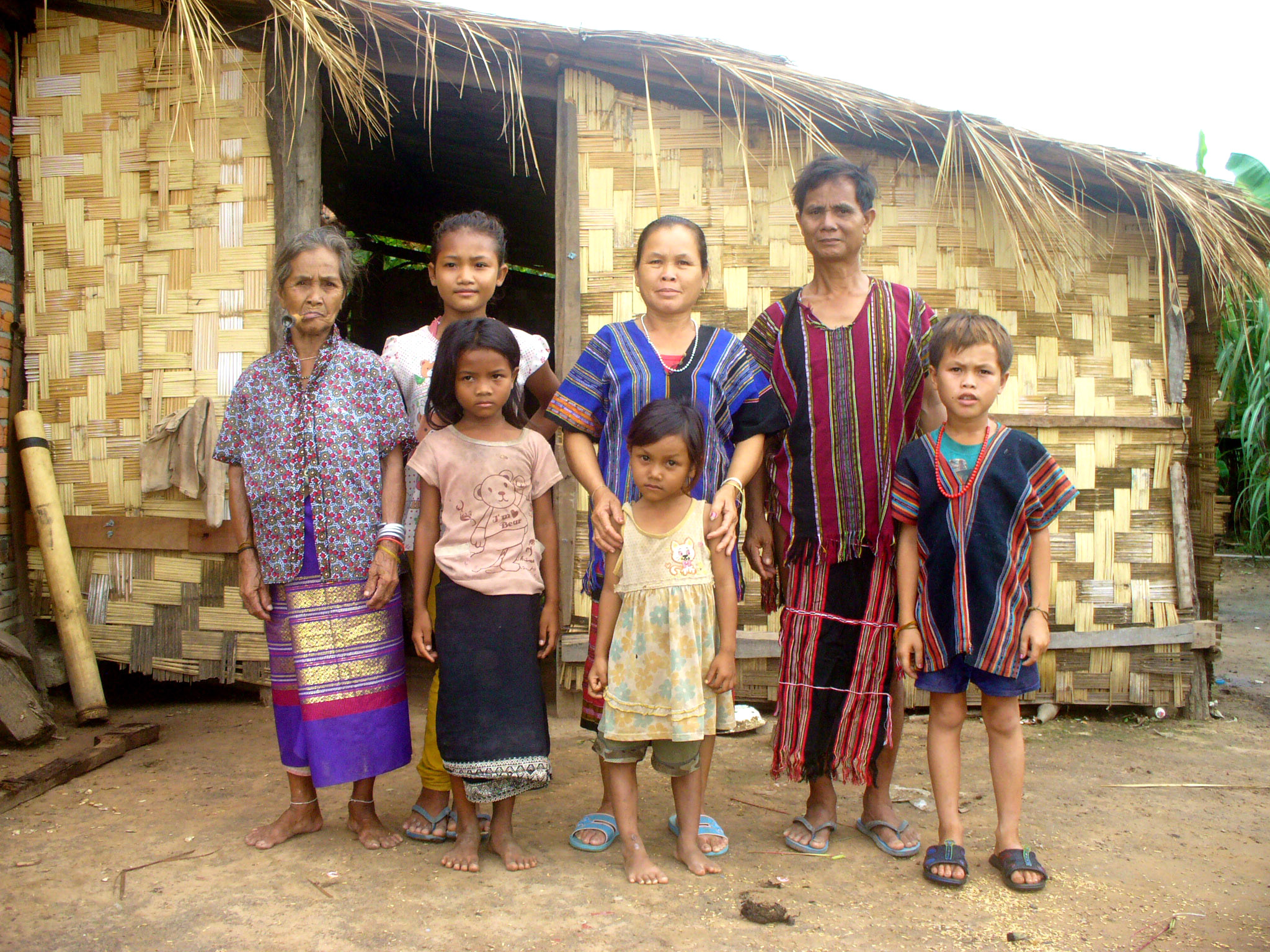
Famille bru au Laos

Les Bru (ou Bruu, Brou, ou Bru-Vân Kiều Người Bru - Vân Kiều) sont une population vivant au Laos, en Thaïlande et au Vietnam. Ils sont au nombre de 130 000.
Au Laos, les Bru vivent dans la province de Savannakhet. En Thaïlande, ils vivent dans la province de Sakon Nakhon. Dans les deux cas, il s'agit de la région de l'Isan.
Au Vietnam, les Bru vivent dans les provinces de Quang Binh, Quang Tri, Dak Lak et Hue.

## Langue
La langue des Bru (en) appartient à la branche môn-khmer de la famille des langues austroasiatiques.